# Karl Otto Ludwig von Arnim
Pour les articles homonymes, voir Famille Arnim et Arnim (homonymie).
Karl Otto Ludwig von Arnim (1er août 1779 à Berlin - 9 février 1861 à Berlin) est un dramaturge et voyageur allemand. Il a rédigé le récit de ses voyages en six volumes (1838–1850).

## Biographie
Karl Otto Ludwig von Arnim naît le 1er août 1779 à Berlin.
Après avoir étudié à Halle et Göttingen, il voyage en Europe. Il écrit ensuite pour le théâtre Neues Mittel, alte Schulden zu bezahlen (Nouveaux moyens pour payer d'anciennes dettes), une pièce en cinq actes sous le nom de plume Massinger, et Der Smaragdring (L'Anneau d'émeraude), une pièce en quatre actes écrite sous le nom de C. Marinof.
Même s'il est attaché à Stockholm, il dirige un certain temps le théâtre royal de Berlin. En 1835, il effectue une série de voyages dans le Sud de l'Europe et ailleurs. Ses récits de voyage en France, Italie, Espagne, Russie et Orient, rassemblés en six volumes sous le titre Flüchtigen Bemerkungen eines flüchtigen Reisenden (Observations rapides d'un voyageur pressé) ont été primés.
Il décède à Berlin le 9 février 1861.

## Ouvrages
Pièces de théâtre
- (de) Neues Mittel, alte Schulden zu bezahlen
- (de) Der Smaragdring

Récits de voyage
- (de) Flüchtigen Bemerkungen eines flüchtigen Reisenden, Berlin, 6 vol., 1838–1850